# Cheiloneurus australiae
Cheiloneurus australiae är en stekelart som först beskrevs av Perkins 1906.  Cheiloneurus australiae ingår i släktet Cheiloneurus och familjen sköldlussteklar. Inga underarter finns listade i Catalogue of Life.